# De co-assistent (boek)
De co-assistent is een doktersroman van Anne Hermans. Het verscheen in 2007 en werd een bestseller, in 2008 waren er meer dan 70.000 exemplaren verkocht.
Het boek is gebaseerd op de ervaring van Hermans als co-assistent, ze schreef daar eerder columns over in NRC Handelsblad. 

## Verhaal
Het verhaal gaat over Elin Dekkers, een vrouw die na haar vier jaar op de universiteit niet kan wachten om als coassistent aan de slag te gaan. Het boek volgt Elin tijdens haar coschappen bij onder andere Dermatologie, Neurologie, Chirurgie, Kindergeneeskunde en Gynaecologie. Tijdens deze coschappen ontdekt Elin dat de medische praktijk weerbarstiger is dan de eed van Hippocrates en genuanceerder dan haar studieboeken.
Het boek werd door Ronald Giphart bewerkt tot een gelijknamige televisieserie. 